# (21228) 1995 SC
(21228) 1995 SC est un astéroïde aréocroiseur découvert en 1995.

## Description
(21228) 1995 SC a été découvert le 20 septembre 1995 à la Station Catalina, un observatoire astronomique situé dans les Monts Santa Catalina à environ 29 kilomètres au nord-est de Tucson dans l'Arizona, par Timothy B. Spahr.

### Caractéristiques orbitales
L'orbite de cet astéroïde est caractérisée par un demi-grand axe de 2,76 UA, un périhélie de 1,65 UA, une excentricité de 0,40 et une inclinaison de 28,32° par rapport à l'écliptique. Du fait de ces caractéristiques, à savoir un demi-grand axe inférieur à 3,2 UA et un périhélie compris entre 1,3 et 1,666 UA, il croise l'orbite de Mars et est classé, selon la JPL Small-Body Database, comme astéroïde aréocroiseur (aréo venant de Arès).

### Caractéristiques physiques
(21228) 1995 SC a une magnitude absolue (H) de 15,0 et un albédo estimé à 0,217.